# سمك الحفش الياباني
سمك الحفش الياباني (باللاتينية: Acipenser schrenckii) هو نوع من الأسماك من عائلة سمك الحفش، وهو من الأنواع الأقصى المهددة بالإنقراض، يتواجد في نهر آمور ما بين الصين و روسيا وهناك إدعائات بتواجدها في بحر اليابان، هناك حوالي 11 و16 نوع من هذا السمك، عادةً ما يكون باللون البني والرصاصي، هناك أنواع منها يصل طولها إلى 3 أمتار وتزن 190 كغم. تعيش هذه الأسماك في القاع تصل الإناث لسن البلوغ في 9-10 سنوات فيما تصل الذكور في 7-8 سنوات، وتبدأ هذه الأسماك بالهجرة أثناء.